# 异教狂徒

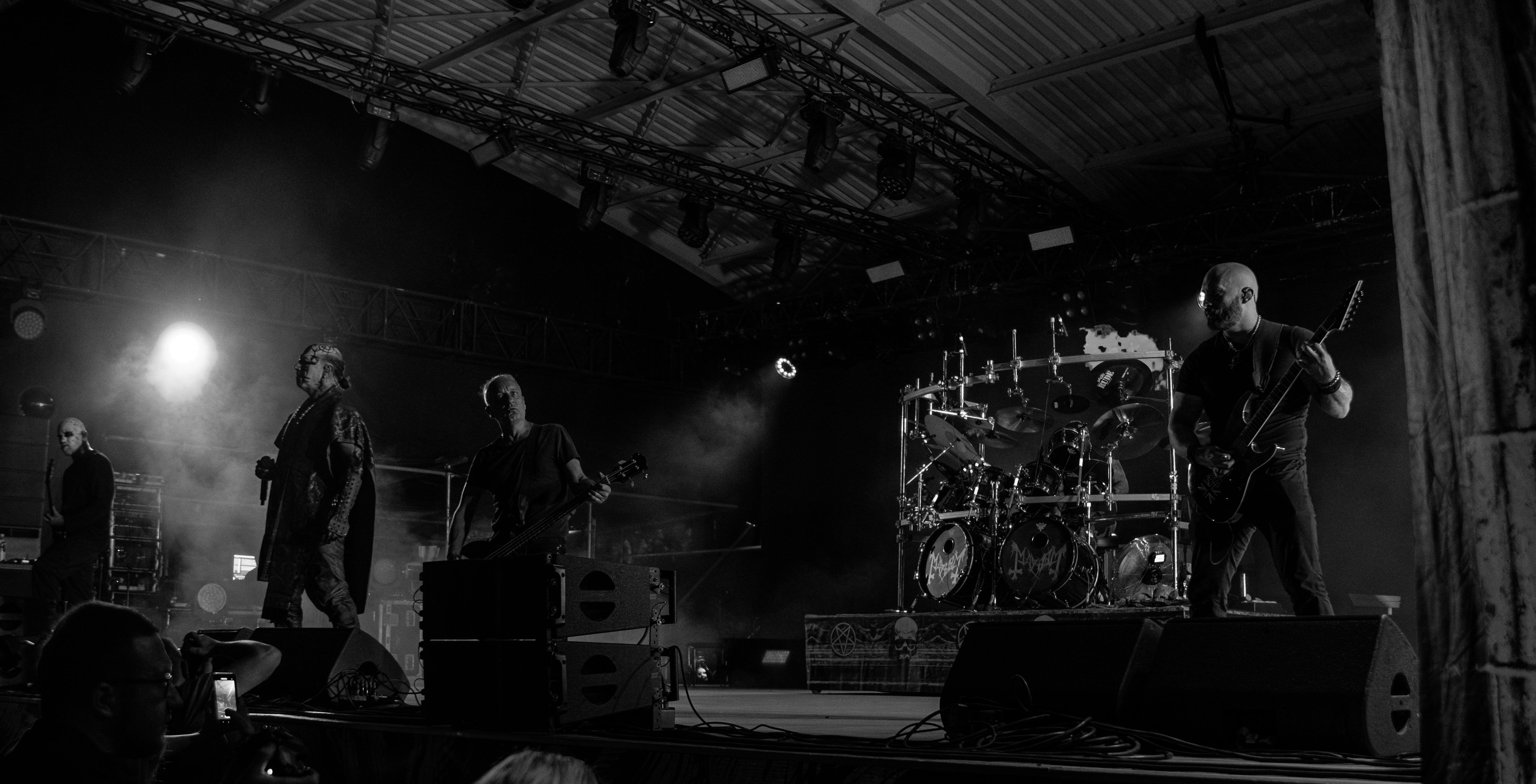
Mayhem (2024)

异教狂徒（英語：Mayhem）是1984年成立于挪威奥斯陆的一支黑金属乐队，是挪威黑金属的创始乐队之一，其音乐极大地影响了黑金属的发展。